# Maksymilian Staszewski
Maksymilian Leonard Staszewski (ur. 5 października 1877 w Opalenicy, zm. 29 maja 1983 tamże) – polski działacz społeczny, uczestnik powstania wielkopolskiego, rolnik.

## Życiorys
Był synem rolnika Józefa i Marianny z Krzyżagórskich. Służył wojskowo w czasie I wojny światowej. W listopadzie 1918 był współorganizatorem i pierwszym przewodniczącym Rady Robotniczo-Żołnierskiej w Opalenicy; Rada, działająca następnie wspólnie z Radą Ludową, odsunęła od stanowisk urzędników niemieckich, pozostawiając jedynie (pod kontrolą) burmistrza Gerlacha. W grudniu 1918 po konflikcie wewnątrz Rady Staszewski wycofał się, działał jednak nadal na rzecz powstania: magazynował oraz zaopatrywał w broń i żywność powstańców z Opalenicy, werbował ochotników.
W latach międzywojennych był m.in. sekretarzem i od 1931 wiceprezesem rady nadzorczej Banku Ludowego w Opalenicy, współzałożycielem (1921) i sekretarzem opalenickiego oddziału Związku Inwalidów Wojennych Rzeczypospolitej Polskiej, organizatorem zbiórki pieniężnej na plebiscyt na Górnym Śląsku. Działał również w Towarzystwie Przemysłowo-Rzemieślniczym, Spółce Melioracji Mogilnicy, Komunalnej Kasie Oszczędności. Należał do najaktywniejszych członków Rady Miejskiej, szczególnie zasłużył się uruchomieniem pierwszej w mieście mleczarni. W 1926 wszedł w skład komitetu na rzecz powołania powiatu w Opalenicy.
W 1939 przez pewien czas był przetrzymywany przez wkraczających Niemców jako zakładnik, potem wraz z rodziną został wysiedlony do Chełma Lubelskiego. Po powrocie do Opalenicy w 1945 był m.in. członkiem zarządu Gminnego Koła Samopomocy Chłopskiej. Odznaczony został Krzyżem Kawalerskim i Komandorskim Orderu Odrodzenia Polski oraz Wielkopolskim Krzyżem Powstańczym. Dożył sędziwego wieku, zmarł 29 maja 1983 w wieku 105 lat. Pochowany został na cmentarzu w Opalenicy.
Miał pięcioro dzieci. Syn Edward (ur. 19 września 1909 w Opalenicy, zm. 1975) został salezjaninem; wyświęcony na księdza 24 czerwca 1941, pracował m.in. w Częstochowie i Kielcach. Córka Stanisława została nauczycielką, pozostałe córki pracowały jako hafciarka, rolniczka i kucharka.